# 24 Heures du Mans 1979
Navigation
Édition précédente Édition suivante
Les 24 Heures du Mans 1979 sont la 47e édition de l'épreuve et se déroulent les 9 et 10 juin 1979 sur le circuit de la Sarthe.

## Nombre de pilotes qualifiés pour la course
Au départ de cette édition 1979 des 24 Heures du Mans, 152 pilotes dont une femme sont présents.
| 68 Français | 27 Britanniques | 20 Américains | 15 Suisses         | 11 Allemands |
| 4 Italiens  | 3 Belges        | 1 Australien  | 1 Liechtensteinois | 1 Marocain   |
| 1 Panaméen  |                 |               |                    |              |

## Déroulement de la course

### Classements intermédiaires
| Pos. | Après la 1re heure | Après la 1re heure                                                                                         | Après 6 heures | Après 6 heures                                                                                         | Après 12 heures | Après 12 heures                                                                | Après 18 heures | Après 18 heures                                                                |
| Pos. | n°                 | Voiture / Pilotes                                                                                          | n°             | Voiture / Pilotes                                                                                      | n°              | Voiture / Pilotes                                                              | n°              | Voiture / Pilotes                                                              |
| ---- | ------------------ | --- | -------------- | --- | --------------- | ------------------------------------------------------------------------------ | --------------- | ------------------------------------------------------------------------------ |
| 1    | 12                 | Essex Motorsport Porsche Porsche 936 (Gr.6 / +2.0) Ickx - Redman - Barth                                   | 11             | Grand Touring Cars Inc. / Ford Concessionaires France Mirage M10 (Gr.6 / +2.0) Bell - Hobbs - Schuppan | 41              | Porsche Kremer Racing Porsche 935 K3 (Gr.5) Ludwig - Whittington - Whittington | 41              | Porsche Kremer Racing Porsche 935 K3 (Gr.5) Ludwig - Whittington - Whittington |
| 2    | 14                 | Essex Motorsport Porsche Porsche 936 (Gr.6 / +2.0) Wollek - Haywood                                        | 36             | Gelo Racing Sportswear Intl. Porsche 935 (Gr.5) Schurti - Heyer                                        | 37              | Gelo Racing Sportswear Intl. Porsche 935 (Gr.5) Fitzpatrick - Grohs - Lafosse  | 70              | Dick Barbour Racing Porsche 935/77A (IMSA) Stommelen - Newman - Barbour        |
| 3    | 11                 | Grand Touring Cars Inc. / Ford Concessionaires France Mirage M10 (Gr.6 / +2.0) Bell - Hobbs - Schuppan     | 41             | Porsche Kremer Racing Porsche 935 K3 (Gr.5) Ludwig - Whittington - Whittington                         | 14              | Essex Motorsport Porsche Porsche 936 (Gr.6 / +2.0) Wollek - Haywood            | 14              | Essex Motorsport Porsche Porsche 936 (Gr.6 / +2.0) Wollek - Haywood            |
| 4    | 10                 | Grand Touring Cars Inc. / Ford Concessionaires France Mirage M10 (Gr.6 / +2.0) Schuppan - Jaussaud - Hobbs | 45             | Porsche Kremer Racing Porsche 935 K3 (Gr.5) Plankenhorn - Gurdjian - Winter                            | 36              | Gelo Racing Sportswear Intl. Porsche 935 (Gr.5) Schurti - Heyer                | 40              | Porsche Kremer Racing Porsche 935/77A (Gr.5) Ferrier - Servanin - Trisconi     |
| 5    | 7                  | Dome Co. Ltd. Dome Zero RL (Gr.6 / +2.0) Evans - Trimmer                                                   | 37             | Gelo Racing Sportswear Intl. Porsche 935 (Gr.5) Fitzpatrick - Grohs - Lafosse                          | 70              | Dick Barbour Racing Porsche 935/77A (IMSA) Stommelen - Newman - Barbour        | 43              | Claude Haldi Porsche 935 (Gr.5) Haldi - Loewe - Terran                         |

### Classement final de la course

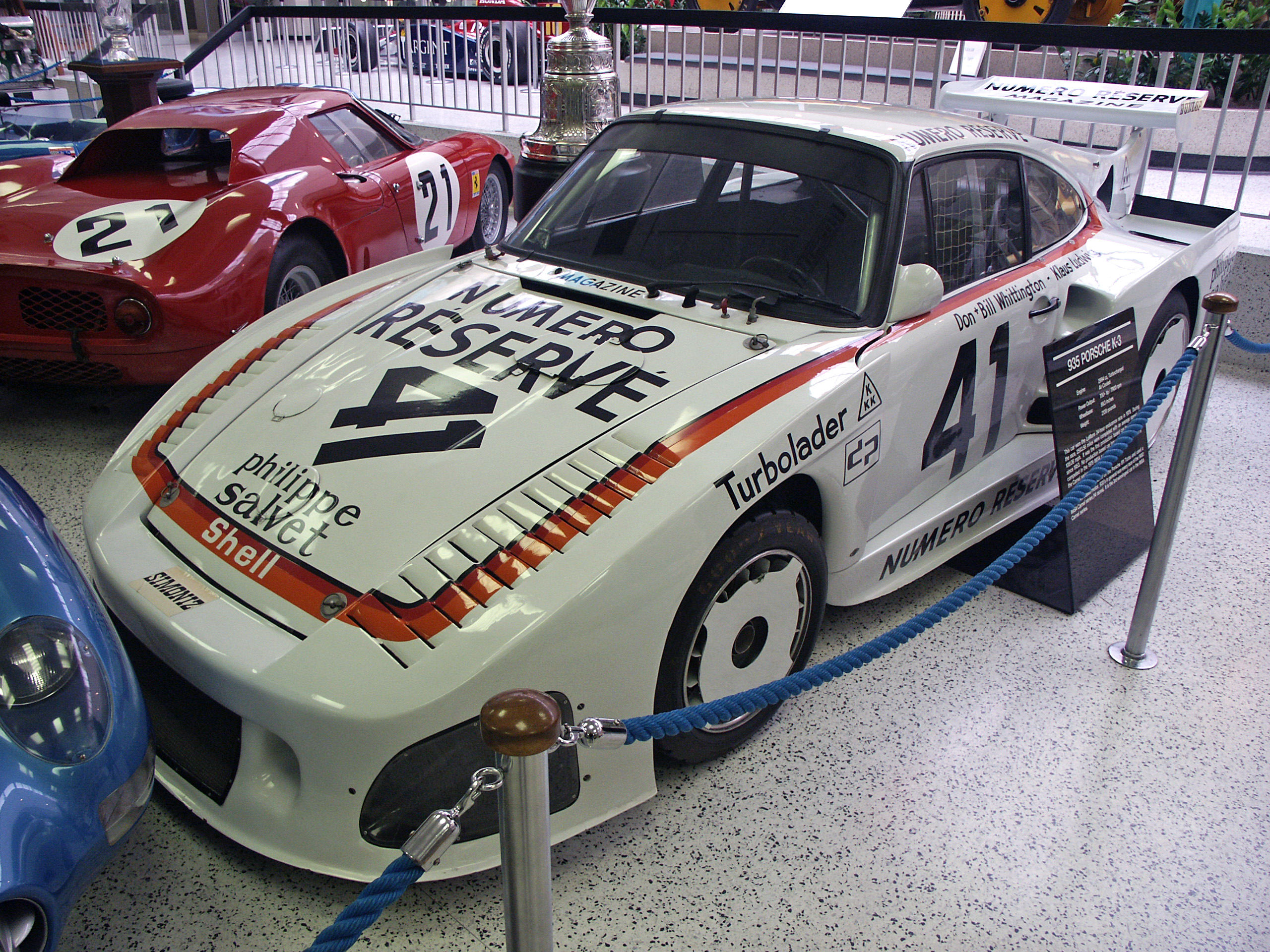
La Porsche 935 K3, victorieuse de l'édition 1979.

Voici le classement officiel au terme des 24 heures de course.
- Les vainqueurs de chaque catégorie sont signalés par un fond jauni.
- Dans la colonne Pneus apparaît l'initiale du fournisseur, il suffit de placer le pointeur au-dessus du modèle pour connaître le manufacturier de pneumatiques.

| Pos.  | Catégorie | N° | Écurie                                                  | Pilotes                                                      | Châssis Moteur                                     | Pneus | Tours |
| ----- | --------- | -- | ------------------------------------------------------- | ------------------------------------------------------------ | -------------------------------------------------- | ----- | ----- |
| 1     | Gr.5      | 41 | Porsche Kremer Racing                                   | Klaus Ludwig Don Whittington Bill Whittington                | Porsche 935 K3 Porsche Type-935 3.0L Turbo Flat-6  | D     | 307   |
| 2     | IMSA      | 70 | Dick Barbour Racing                                     | Rolf Stommelen Paul Newman Dick Barbour                      | Porsche 935/77A Porsche Type-935 3.0L Turbo Flat-6 | G     | 299   |
| 3     | Gr.5      | 40 | Porsche Kremer Racing                                   | Laurent Ferrier François Servanin François Trisconi          | Porsche 935/77A Porsche Type-935 3.0L Turbo Flat-6 | D     | 292   |
| 4     | Gr.4      | 82 | Lubrifilm Racing Team                                   | Herbert Müller Angelo Pallavicini Marco Vanoli               | Porsche 934 Porsche 3.0L Turbo Flat-6              | G     | 291   |
| 5     | Gr.6 +2.0 | 5  | VSD Canon Jean Rondeau                                  | Jean Ragnotti Bernard Darniche                               | Rondeau M379 Ford Cosworth DFV 3.0L V8             | G     | 287   |
| 6     | IMSA      | 76 | Hervé Poulain                                           | Manfred Winkelhock Marcel Mignot Hervé Poulain               | BMW M1 BMW M88 3.5L I6                             | D     | 284   |
| 7     | Gr.5      | 42 | Sekurit Racing Autohaus Max Moritz GmbH                 | Edgar Dören Dieter Schornstein Götz von Tschirnhaus          | Porsche 935/77A Porsche Type-935 3.0L Turbo Flat-6 | D     | 283   |
| 8     | IMSA      | 72 | Dick Barbour Racing                                     | Edwin Abate Bob Garretson Skeeter McKitterick                | Porsche 935/78 Porsche Type-935 3.0L Turbo Flat-6  | G     | 278   |
| 9     | IMSA      | 73 | Wynn's International Dick Barbour Racing                | Robert Kirby Bob Harmon John Hotchkis                        | Porsche 935/78 Porsche Type-935 3.0L Turbo Flat-6  | G     | 275   |
| 10    | Gr.6 +2.0 | 4  | Jean Rondeau - ITT Oceanic                              | Henri Pescarolo Jean-Pierre Beltoise                         | Rondeau M379 Ford Cosworth DFV 3.0L V8             | G     | 274   |
| 11    | Gr.5      | 43 | Claude Haldi                                            | Claude Haldi Herbert Loewe Rodrigo Terran                    | Porsche 935 Porsche Type-935 3.0L Turbo Flat-6     | D     | 270   |
| 12    | IMSA      | 61 | "Beurlys"                                               | Nick Faure Steve O'Rourke Bernard de Dryver Jean Blaton      | Ferrari 512BB/LM Ferrari 4.9L Flat-12              | M     | 269   |
| 13    | Gr.5      | 45 | Porsche Kremer Racing                                   | Axel Plankenhorn (de) Philippe Gurdjian "John Winter"        | Porsche 935 K3 Porsche Type-935 3.0L Turbo Flat-6  | D     | 268   |
| 14    | GTP       | 52 | WM A.E.R.E.M.                                           | Jean-Daniel Raulet Max Mamers Serge Saulnier                 | WM P79 Peugeot PRV 2.7L Turbo V6                   | M     | 267   |
| 15    | Gr.5      | 39 | ASA Cachia                                              | Jacques Guérin "Chanaud" Fréderic Alliot                     | Porsche 935 Porsche Type-935 3.0L Turbo Flat-6     | D     | 264   |
| 16    | Gr.4      | 86 | Kores Racing                                            | Georges Bourdillat Pascal Ennequin Alain-Michel Bernhard     | Porsche 934 Porsche 3.0L Turbo Flat-6              | M     | 258   |
| 17    | Gr.6 -2.0 | 29 | Mogil Motors Ltd.                                       | Robin Smith Tony Charnell Richard Jones (de)                 | Chevron B36 Ford Cosworth BDG 2.0L I4              | G     | 258   |
| 18    | Gr.6 -2.0 | 24 | Dorset Racing Associates                                | Brian Joscelyne Tony Birchenhough Richard Jenvey Nick Mason  | Lola T297 Ford Cosworth BDX 2.0L I4                | D     | 253   |
| 19    | Gr.4      | 84 | Anne-Charlotte Verney                                   | Anne-Charlotte Verney Patrick Bardinon René Metge            | Porsche 934 Porsche 3.0L Turbo Flat-6              | D-M   | 242   |
| 20    | Gr.6 +2.0 | 15 | Fisons Agricole - Simon Phillips                        | Martin Raymond Simon Phillips Ray Mallock                    | De Cadenet-Lola T380 Ford Cosworth DFV 3.0L V8     | G     | 241   |
| 21    | Gr.6 -2.0 | 20 | Lambretta S.A.F.D.                                      | Pierre Yver Max Cohen-Olivar Michel Elkoubi                  | Lola T298 BMW 2.0L I4                              | G     | 239   |
| 22    | Gr.6 -2.0 | 28 | Racing Organisation Course (ROC)                        | Bernard Verdier Albert Dufréne Noël del Bello (de)           | Chevron B36 ROC-Chrysler 2.0L I4                   | G     | 230   |
| N. c. | Gr.6 +2.0 | 11 | Grand Touring Cars Inc. Ford Concessionaires France     | Derek Bell David Hobbs Vern Schuppan                         | Mirage M10 Ford Cosworth DFV 3.0L V8               | G     |       |
| Abd.  | Gr.6 -2.0 | 31 | Kores Racing - France Chauffage                         | Michel Lateste Dominique Lacaud Christian Heinkélé           | Lola T297 BMW 2.0L I4                              | G     |       |
| Abd.  | Gr.6 -2.0 | 25 | Jean-Marie Lemerle                                      | Alain Levié (de) Jean-Pierre Malcher Jean-Marie Lemerle (de) | Lola T298 ROC-Chrysler 2.0L I4                     | G     |       |
| Abd.  | IMSA      | 62 | JMS Racing / Charles Pozzi                              | Jean-Claude Andruet Spartaco Dini                            | Ferrari 512BB/LM Ferrari 4.9L Flat-12              | M     |       |
| Abd.  | Gr.6 +2.0 | 14 | Essex Motorsport Porsche                                | Bob Wollek Hurley Haywood                                    | Porsche 936 Porsche Type-935 2.1L Turbo Flat-6     | D     |       |
| Abd.  | Gr.6 -2.0 | 33 | Chevalley Racing Switzerland Racing Organisation Course | Marcel Tarrès Alain Dechelette Charles Dechelette            | Chevron B36 ROC-Chrysler 2.0L I4                   | G     |       |
| Abd.  | IMSA      | 63 | JMS Racing / Charles Pozzi                              | Michel Leclère Claude Ballot-Léna Peter Gregg                | Ferrari 512BB/LM Ferrari 4.9L Flat-12              | M     |       |
| Abd.  | GTP       | 55 | Merlin Plage Jean Rondeau                               | Jean Rondeau Jacky Haran                                     | Rondeau M379 Ford Cosworth DFV 3.0L V8             | G     |       |
| Abd.  | Gr.4      | 87 | Christian Bussi                                         | Christian Bussi (de) Bernard Salam                           | Porsche 934 Porsche 3.0L Turbo Flat-6              | M     |       |
| Abd.  | Gr.6 +2.0 | 12 | Essex Motorsport Porsche                                | Jacky Ickx Brian Redman Jürgen Barth                         | Porsche 936 Porsche Type-935 2.1L Turbo Flat-6     | D     |       |
| Abd.  | GTP       | 51 | WM A.E.R.E.M.                                           | Roger Dorchy Denis Morin                                     | WM P79 Peugeot PRV 2.7L Turbo V6                   | M     |       |
| Abd.  | Gr.5      | 37 | Gelo Racing Sportswear Intl.                            | John Fitzpatrick Harald Grohs Jean-Louis Lafosse             | Porsche 935 Porsche Type-935 3.0L Turbo Flat-6     | G     |       |
| Abd.  | Gr.5      | 36 | Gelo Racing Sportswear Intl.                            | Manfred Schurti Hans Heyer                                   | Porsche 935 Porsche Type-935 3.0L Turbo Flat-6     | G     |       |
| Abd.  | Gr.6 -2.0 | 23 | Pronuptia                                               | Bruno Sotty Gérard Cuynet Marc Frischknecht                  | Lola T296 Ford Cosworth BDG 2.0L I4                | G     |       |
| Abd.  | Gr.6 +2.0 | 3  | J.C. Racing Ltd.                                        | John Cooper Peter Lovett John Morrison (de)                  | De Cadenet-Lola T380 Ford Cosworth DFV 3.0L V8     | D-G   |       |
| Abd.  | Gr.5      | 35 | Carlo Pietromarchi                                      | Gianfranco Brancatelli Carlo Pietromarchi Maurizio Micangeli | De Tomaso Pantera Ford 5.8L V8                     | G     |       |
| Abd.  | Gr.6 +2.0 | 10 | Grand Touring Cars Ltd. Ford Concessionaires France     | Vern Schuppan Jean-Pierre Jaussaud David Hobbs               | Mirage M10 Ford Cosworth DFV 3.0L V8               | G     |       |
| Abd.  | Gr.6 -2.0 | 26 | Racing Organisation Course (ROC)                        | Michel Dubois Pierre-François Rousselot Marc Menant          | Chevron B36 ROC-Chrysler 2.0L I4                   | G     |       |
| Abd.  | IMSA      | 68 | Interscope Racing                                       | Ted Field Milt Minter John Morton                            | Porsche 935 Porsche Type-935 3.0L Turbo Flat-6     | G     |       |
| Abd.  | Gr.6 -2.0 | 22 | Georges Morand                                          | Eric Vuagnat Daniel Laurent Jacques Boillat                  | Lola T296 Ford Cosworth BDG 2.0L I4                | G     |       |
| Abd.  | Gr.6 -2.0 | 32 | BP Racing / Hubert Striebig                             | Alain Cudini Hubert Striebig Hughes Kirschoffer              | TOJ SC206 BMW 2.0L I4                              | D     |       |
| Abd.  | Gr.6 +2.0 | 1  | Chevalley Racing Switzerland                            | Xavier Lapeyre André Chevalley Patrick Perrier               | Lola T286 Ford Cosworth DFV 3.0L V8                | G     |       |
| Abd.  | Gr.6 -2.0 | 17 | Cheetah Racing Cars                                     | Sandro Plastina Philippe Roux Mario Luini                    | Cheetah G601 ROC-Chrysler 2.0L I4                  | G     |       |
| Abd.  | GTP       | 53 | WM A.E.R.E.M.                                           | Michel Pignard Jacques Coulon Serge Saulnier                 | WM P79 Peugeot PRV 2.7L Turbo V6                   | M     |       |
| Abd.  | Gr.6 -2.0 | 18 | Daniel Brillat                                          | Daniel Brillat Jean-Pierre Aeschlimann                       | Cheetah G601 ROC-Chrysler 2.0L I4                  | M     |       |
| Abd.  | Gr.6 -2.0 | 27 | Racing Organisation Course (ROC)                        | Marc Sourd Florian Vetsch Robert Carmillet                   | Chevron B36 ROC-Chrysler 2.0L I4                   | G     |       |
| Abd.  | IMSA      | 71 | Dick Barbour Racing                                     | Bob Akin Roy Woods Rob McFarland                             | Porsche 935 Porsche Type-935 3.0L Turbo Flat-6     | G     |       |
| Abd.  | IMSA      | 64 | North American Racing Team                              | Jean-Pierre Delaunay Cyril Grandet Preston Henn              | Ferrari 512BB/LM Ferrari 4.9L Flat-12              | M     |       |
| Abd.  | Gr.6 +2.0 | 6  | Dome Co. Ltd.                                           | Chris Craft Gordon Spice Tony Trimmer                        | Dome Zero RL Ford Cosworth DFV 3.0L V8             | D     |       |
| Abd.  | IMSA      | 74 | Jean-Pierre Jarier                                      | Jean-Pierre Jarier Randy Townsend Raymond Touroul            | Porsche 935 Porsche Type-935 2.9L Turbo Flat-6     | G     |       |
| Abd.  | GTP       | 50 | Robin Hamilton                                          | Robin Hamilton Mike Salmon Dave Preece                       | Aston Martin DBS V8 Aston Martin 5.3L Turbo V8     | D     |       |
| Abd.  | Gr.6 +2.0 | 7  | Dome Co. Ltd.                                           | Bob Evans Tony Trimmer                                       | Dome Zero RL Ford Cosworth DFV 3.0L V8             | D     |       |
| Abd.  | Gr.6 +2.0 | 8  | Alain de Cadenet                                        | François Migault Alain de Cadenet                            | De Cadenet-Lola T380 Ford Cosworth DFV 3.0L V8     | G     |       |

Détail :
- La no 11 Ford M10 n'a pas été classée parce qu'elle n'est pas passée sous le drapeau d'arrivée, bloquée sur la ligne de décélération des stands. Elle aurait pu être classée 16e pour quelques mètres.

## Pole position et record du tour
- Pole position : Bob Wollek sur no 14 Porsche 936 - Essex Porsche en 3 min 30 s 07 (233,511 km/h)
- Meilleur tour en course : Jacky Ickx sur no 12 Porsche 936 - Essex Porsche en 3 min 36 s 1 (226,995 km/h)

## Leaders

### Par heure
Voitures figurant en tête de l'épreuve à la fin de chaque heure de course :
| n° | Voiture         | Écurie                           | Pilotes                                       | Heures            | Total     |
| -- | --------------- | -------------------------------- | --------------------------------------------- | ----------------- | --------- |
| 12 | Porsche 936     | Essex Motorsport Porsche         | Jacky Ickx Brian Redman                       | 1re               | 1 heure   |
| 14 | Porsche 936     | Essex Motorsport Porsche         | Bob Wollek Hurley Haywood                     | 2e à 3e           | 2 heures  |
| 11 | Mirage-Ford M10 | Grand Touring Cars - Ford France | Derek Bell David Hobbs Vern Schuppan          | 4e à 6e           | 3 heures  |
| 41 | Porsche 935 K3  | Porsche Kremer Racing            | Klaus Ludwig Don Whittington Bill Whittington | 7e à 8e 11e à 24e | 16 heures |
| 36 | Porsche 935     | Gelo Racing                      | Manfred Schurti Hans Heyer                    | 9e à 10e          | 2 heures  |

### Par tour
| n° | Voiture         | Écurie                           | Pilotes                                       | Tours                                               | Total |
| -- | --------------- | -------------------------------- | --------------------------------------------- | --------------------------------------------------- | ----- |
| 12 | Porsche 936     | Essex Motorsport Porsche         | Jacky Ickx Brian Redman                       | 1er au 5e 7e au 18e 38e au 43e                      | 23    |
| 14 | Porsche 936     | Essex Motorsport Porsche         | Bob Wollek Hurley Haywood                     | 6e 19e au 37e 44e au 58e                            | 35    |
| 11 | Mirage-Ford M10 | Grand Touring Cars - Ford France | Derek Bell David Hobbs Vern Schuppan          | 59e au 97e                                          | 39    |
| 36 | Porsche 935     | Gelo Racing                      | Manfred Schurti Hans Heyer                    | 98e au 102e 107e au 115e 121e au 128e 133e au 154e  | 44    |
| 41 | Porsche 935 K3  | Porsche Kremer Racing            | Klaus Ludwig Don Whittington Bill Whittington | 103e au 106e 116e au 120e 129e au 132e 155e au 307e | 166   |

## À noter
- Longueur du circuit : 13,626 km
- Distance parcourue : 4 173,930 km
- Vitesse moyenne : 173,913 km/h
- Écart avec le 2e : 86,115 km
- 140 000 spectateurs